# Шон Пол
Шон Пол Райан Франсис Энрике (исп. Sean Paul Ryan Francis Henriques), более известный как Шон Пол (англ. Sean Paul) — ямайский рэпер и дэнсхолл-исполнитель. Является обладателем престижной музыкальной премии Грэмми.

## Биография
Шон Пол родился в Кингстоне (Ямайка) 9 января 1973 года в обеспеченной семье. Его предки жили на Ямайке на протяжении нескольких веков: его дед по отцовской линии имел сефардское (еврейское) происхождение, из семьи, которая эмигрировала из Португалии, его бабушка по отцовской линии была афро-карибского происхождения; мать — английского и китайского происхождения (на Ямайке существует множество диаспор с давней историей). Многие из родственников Шона Пола, в том числе и родители, профессионально занимались плаванием. Мать Шона, будучи художницей, с малых лет прививала сыну любовь к искусству и музыке. Она мечтала, чтобы её сын получил классическое музыкальное образование по классу фортепиано, но мальчик отчаянно сопротивлялся такой форме обучения. Он не хотел исполнять то, что было написано другими, пусть даже и великими композиторами. Юный Шон не хотел учиться читать по нотам. И будущему музыканту удалось убедить мать, что в его голове рождаются песни, и он мечтает исполнять именно то, что напишет сам.

### Юность и начало карьеры
Когда Шону исполнилось 13 лет, мать подарила мальчику его первый музыкальный инструмент — клавишные Yamaha, которые стоили 30 американских долларов. При помощи долгожданного подарка и домашнего компьютера Шон Пол научился не только отображать рождавшуюся в уме мелодию, но и писать к ней аранжировки.
Следует добавить, что родители Шона Пола всегда были более чем дружны со спортом, и эту любовь унаследовал их сын. В подростковом возрасте он серьёзно занимался водным поло и плаванием. Шон участвовал во многих национальных и международных соревнованиях в конце 80-х и начале 90-х. Именно во время разного рода спортивных поездок парень начал приобретать навыки диджея. Спортсмены нуждаются в хорошей эмоциональной разрядке, и частенько посещают дискотеки и клубы, устраивают пикники в перерывах между стартами. На таких мероприятиях Шон Пол и получил возможность поучиться искусству диджейства.
Несмотря на то, что поначалу юный музыкант мечтал только о карьере продюсера, он все же не оставлял попыток попробовать себя в качестве автора музыки и текстов.

### Музыкальная карьера
Отец Шона Пола много лет был знаком с гитаристом местной рэгги-группы Кэтом Куром, он-то и сделал сыну небольшую протекцию, дав послушать Куру демозаписи своего отпрыска. Музыкант, разглядев в юноше серьёзный потенциал, пригласил его к сотрудничеству. Именно Кэт Кур стал для Шона Пола первым учителем, обучая его тому, как писать песни и какие именно песни надо писать, чтобы стать популярным на Ямайке и в других странах. По его мнению, Шон должен был писать главным образом беззаботные песенки о девушках, любви и сексе. Как показало время, молодой музыкант мог писать неординарные песни и об ординарных вещах.
Так Шон Пол стал участником регги — команды Third World. Группа спродюсировала несколько демозаписей Шона, однако дело шло медленно, и только через пару лет молодой музыкант оказался в звукозаписывющей студии вместе со своим новым менеджером. Вдобавок, для последнего это был первый опыт работы в таком качестве.
Впервые Шон появился в 1996 году с песней «Fat Eh Nah», далее в 1999 году с синглом под названием «Baby Girl», который стал большим хитом на Ямайке. После этого Шон Пол начал работать с продюсером Джереми Хардингом. Вместе с ним молодой музыкант записал композиции «Infitrate» и «Excite me» — синглы, которые сделали Шона Пола звездой во многих странах Карибского бассейна.
Следующая песня — «Deport them» — возглавила официальный чарт Ямайки и открыла молодому исполнителю дорогу на американский рынок. Эта песня плотно ротировалась на самых популярных радиостанциях Майями, и стала хитом в нью-йоркской хип-хоп тусовке. Шон стал первым регги — исполнителем, которого пригласили выступить на Hot 97’s Summer Jam — одном из важнейших ежегодных ритм-н-блюз и хип-хоповых фестивалей. Там молодой музыкант смог познакомиться с такими артистами, как Алия, Снуп Догг и другими. После такого успеха артист стал больше экспериментировать с саундом и предпринимать попытки соединения таких стилей, как dancehall reggae и хип-хоп.
В 1999 году Шон Пол объединил усилия с Mr. Vegas для записи песни «Hot Gal Today». Композиция вошла в саундтрек фильма «Shaft» с участием Самуэля Л. Джексона. В марте 2000 года, тогда, когда «Hot Gal Today» получила популярность на Восточном побережье США, вышел дебютный альбом молодого артиста под названием «Stage One». Шон Пол стал первым регги — исполнителем, чьи два сингла в одно и то же время были поставлены на ротацию на популярнейших американских радиостанциях. Благодаря поддержке радио, «Hot Gal Today» добрался до шестого места в хип-хоп чарте «Billboard».
Одновременно с этим Шон Пол объединил усилия с Mr Vegas и DMX и записал песню «Top Shotter», вошедшую в стаундтрек к фильму «Belly». Этот хит стал для молодого артиста новым шагом на пути к славе и успеху. По опросу журнала Billboard, проведенного по итогам 2000 года, дебютный альбом Шона Пола занял 4 место в списке лучших альбомов в стиле регги, а сам исполнитель очутился на третьей позиции рейтинга регги-исполнителей.
В 1999 году артист провел интенсивное турне, выступив в Европе, США и Японии и подготовив плацдарм для своей следующей работы.
Новый альбом Шон Пол записывал вместе с продюсерами Тони Келли и Джереми Хардингом. Альбому Dutty Rock, вышедшему в 2002 году, как оказалось, суждено было стать переворотом в регги и хип-хоп музыке. Музыканту и его продюсерам удалось найти идеально сбалансированное сочетание dancehall reggae и хип-хопа, чтобы сделать полученный коктейль стилей равноправной частью мейнстрима.
В 2002 году первый сингл с альбома — песня под названием «Gimme the light» — пробился в лучшую пятерку американского чарта. Ещё больший успех ожидал второй сингл «Get Busy», который, медленно взбираясь ступеньками американского хит-парада, сумел возглавить его в мае 2003 года. Сам альбом попал в лучшую американскую десятку и его тираж быстро превысил миллионную отметку. Композиция «Get busy», став мегахитом в большинстве стран Европы, открыла музыканту путь и на европейский рынок. В 2003 году Шон Пол стал самым ротируемым артистом на самых популярных радиостанциях по всему миру. Журнал Billboard признал музыканта «Лучшим регги -исполнителем года».
В конце 2003 года сразу несколько песен, в записи которых принял участие Шон Пол, очутились на высоких местах в чартах по всему миру. Речь идет о композиции «Like Glue» — третьем сингле с альбома Dutty Rock , а также о совместных работах Шона с певицами Blu Cantrell («Breathe») и Beyoncé («Baby Boy»). Дуэт Пола и Beyonce восемь недель кряду возглавлял официальный чарт синглов США.
27 сентября 2005 года вышел его третий сольный альбом The Trinity который отличился большим количеством сверх-популярных синглов: «We Be Burnin'», «Ever Blazin'», «Give It up to Me», «Temperature» и «Never Gonna Be The Same».
В 2008 году Sean Paul записал клип на песню Hit Dem Up совместно с Farenheit и родным братом Jigzagula.
18 августа 2009 года Шон Пол выпустил свой новый четвёртый по счету альбом Imperial Blaze, синглами которого стали такие песни как So Fine и Press It Up.
В 2013 году совместно с Arash выпустил новую песню под названием «She Makes Me Go».

## Дискография
- 2000: Stage One
- 2002: Dutty Rock
- 2005: The Trinity
- 2009: Imperial Blaze
- 2012: Tomahawk Technique
- 2014: Full Frequency
- 2021: Live N Livin
- 2022: Scorcha

## Песни как саундтреки
- 2001 год «Top Shotter» — использовалась как саундтрек к фильму Belly
- 2003 год «Get Busy» — использовалась как саундтрек к фильму Скейтбордисты
- 2004 год «Three Little Birds» — использовалась как саундтрек к мультфильму Подводная братва
- 2005 год «Give It Up To Me» — использовалась как саундтрек к фильму Шаг вперёд/Step Up

## Награды
- 2004: Grammy Award — Лучший регги-альбом (Dutty Rock)
- 2005: Billboard Music Award — Лучший регги-исполнитель года
- 2005: Billboard Music Award — Лучший регги-альбом года (The Trinity)
- 2006: Priya Awards — Best Hardman
- 2006: American Music Awards — Лучший Поп/Рок певец
- 2006: Billboard Music Awards — Сингл года «Temperature»
- 2007: Jamaican Awards — Лучший регги-певец